# Kiara Advani
Kiara Advani (née Alia Advani le 31 juillet 1992) ,,, est une actrice indienne, qui joue dans des films Hindi. Elle se fait appeler Kiara car l'ex de son compagnon s'appelle également ainsi. Portant souvent aux moqueries, elle retire son réel prénom qui est "Alia" pour ces raisons. Elle fait ses débuts dans la comédie dramatique Fugly en 2014, aux côtés d'acteurs novices comme Mohit Marwah, Vijender Singh, Arfi Lamba et Jimmy Shergill. Le film, sorti le 13 juin 2014, est dirigé par Kabir Sadanand et produit par Ashvini Yardi et Alka Bhatia.

## Jeunesse
Kiara Advani est la fille de l'homme d'affaires Jagdeep Advani et de Geneviève Jaffrey. Elle a un frère plus jeune, Mishaal (né en septembre 1995). Le père de Kiara est un Hindou Sindhi, tandis que sa mère, élevée Catholique, est la fille de Hameed Jaffrey, un Musulman, et de sa première épouse Valérie Salway, une femme d'origines Écossaise, Irlandaise, Portugaise et Espagnole,,,.

## Carrière
Advani a dit que son père n'a permis à ses enfants de poursuivre la carrière dont ils rêvaient qu'après avoir vu le film 3 Idiots (2009). Avant de poursuivre une carrière dans le cinéma, Advani a fait deux stages de courte durée en intérim dans l'école Anupam Kher et l'institut Roshan Taneja.
Elle a fait ses débuts dans la comédie dramatique de Kabir Sadanand, Fugly, aux côtés de Mohit Marwah, Vijender Singh, Arfi Lamba et Jimmy Shergill. Le film, décrit par le réalisateur comme étant un "thriller social avec un message", est sorti le 13 juin 2014, et a reçu des critiques mitigées. Cependant, pour sa performance, Advani a reçu des retours plutôt positifs, comme celui de Taran Adarsh qui a déclaré qu'elle était "pleine de surprises" et qu'elle possédait "le physique et le talent". Mehul S Thakkar du Deccan Chronicle a jugé sa performance comme étant "saisissante" et a déclaré qu'elle était "pleine de promesses", tout en faisant l'éloge de sa faculté d'adaptation et de sa polyvalence en tant qu'actrice. Malgré cela, Suprateek Chatterjee du First Post a critiqué Advani, la jugeant "vraiment mauvaise" et "toujours très mal à l'aise devant la caméra".
Kiara a récemment reçu, de la part de Sandeep Marwah, le titre de membre à vie du Club International du Cinéma et de la Télévision dépendant de l'Académie du Cinéma et de la Télévision Asiatique.

## Filmographie
| Année | Film                          |  |  | Rôle               | Langue | Notes |
| ----- | ----------------------------- |  |  | ------------------ | ------ | ----- |
| 2014  | Fugly                         |  |  | Devi               | Hindi  |       |
| 2016  | M. S. Dhoni: The Untold Story |  |  | Sakshi Singh Dhoni | Hindi  |       |
| 2017  | Machine                       |  |  | Sara Thapar        | Hindi  |       |
| 2019  | Kalank                        |  |  | Lajjo              | Hindi  |       |
| 2019  | Kabir Singh                   |  |  | Dr Preeti Sikka    | Hindi  |       |
| 2020  | Guilty                        |  |  | Nanki Dutta        | Hindi  |       |
| 2020  | Laxmii                        |  |  | Rashmi Rajput      | Hindi  |       |
| 2020  | Indoo Ki Jawani               |  |  | Indoo Gupta        | Hindi  |       |
| 2021  | Shershaah                     |  |  | Dimple Cheema      | Hindi  |       |
| 2022  | Bhool Bhulaiyaa 2             |  |  | Reet Thakur        | Hindi  |       |
| 2022  | Jugjugg Jeeyo                 |  |  | Nainaa Sharma      | Hindi  |       |
| 2022  | Govinda Naam Mera             |  |  | Suku Shetty        | Hindi  |       |
| 2023  | Satyaprem Ki Katha            |  |  | Katha              | Hindi  |       |